# Покровское-Рубцово (усадьба)

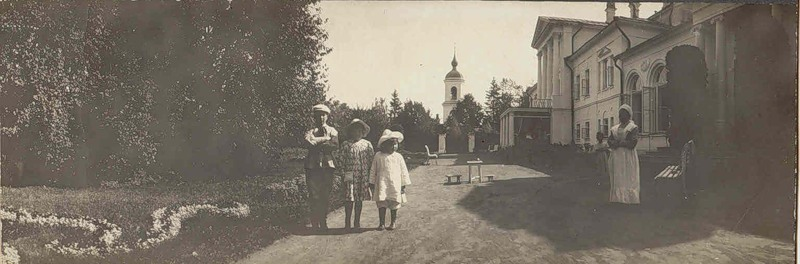
Дети Саввы Морозова в усадьбе Покровское, 1898 год

Покровское-Рубцово — усадьба в Звенигородском уезде Московской губернии (ныне — посёлок Пионерский Истринского района Московской области). Наиболее известные владельцы поместья — литератор Д. П. Голохвастов, супруги Савва и Зинаида Морозовы.

## Расположение
Усадьба расположена вблизи города Истра в посёлке Пионерский: от пересечения федеральной автодороги М9 «Балтия» с кольцом А107, по кольцу на Давыдовское 8 км до небольшой развязки, поворот направо, в сторону Истры, через Крючково; за Крючково, следующий населенный пункт посёлок Пионерский, в котором прямо у дороги расположена бывшая усадьба Покровское-Рубцово.

## История

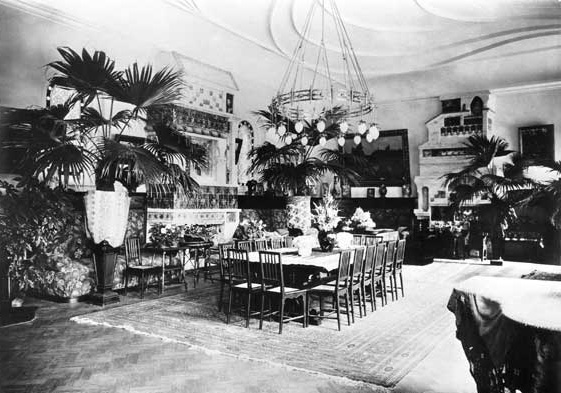
Гостиная дома Зинаиды Морозовой

Деревня Рубцово, Сурожского стана, вначале своего существования принадлежала Ябединым. С 1616 года до конца 1770-х годов имение находилось во владении рода Нащокиных. В 1745 году здесь была поставлена каменная церковь Покрова Пресвятой Богородицы: в прошении М. Д. Нащокина указывалось, что «хотя в двух верстах находится Никольская церковь в селе Лучинском, за разлитием в вешнее и осеннее время рек Истрицы и Маглуши, до той церкви ходить невозможно». Вскоре рядом с селом возникла усадьба — на момент Генерального межевания в 1760-е годы в усадьбе имелись: каменный господский дом со службами, два сада регулярных, конский завод с «немецкими и аглицкими» лошадьми, мельница и маслобойня.
От Нащокиных имение перешло в собственность родов Голохвастовых и Змеевых, а в 1786 году целиком стало принадлежать Павлу Ивановичу Голохвастову, который был «старинный столбовой и очень богатый русский барин», как писал племянник жены П. И. Голохвастова, Александр Герцен. После смерти П. И. Голохвастова в 1822 году Покровское-Рубцово с окрестными деревнями — 660 десятин земли и 254 душ крестьян — получил его сын Дмитрий Павлович, а в 1849 году имение перешло к Дмитрию Дмитриевичу Голохвастову.
В 1890 году после смерти Д. Д. Голохвастова усадьбу стали частями сдавать в аренду. В 1891 году управляющий предлагал её купить под психиатрическую больницу Московскому губернскому земству. Затем неоднократно выставлялось на торги, пока не была продана на имя Зинаиды Григорьевны, супруги фабриканта Саввы Морозова.
Ф. О. Шехтелем в формах неоклассицизма на рубеже XIX и XX веков были частично переделаны фасады, им же были заново оформлены интерьеры главного дома усадьбы.
В начале XX века здесь бывал с женой А. П. Чехов. Сюда приезжали артисты Московского Художественного театра со спектаклем — знаменитым чеховским «Медведем» и с инсценировками его же рассказов «Предложение» и «Злоумышленник». Специально для Чехова Морозовы перевезли со своей дачи на Киржаче дом: «Приезжайте к нам в Покровское! Для Вас перенесли дачу. Стоит она чудесно, на крутом берегу Истры, масса солнца, и Вы у нас отдохнете!» — приглашала весной 1904 года З. Г. Морозова Чехова. Однако в июне 1904 года писателя не стало.
В качестве постоянных гостей здесь были Левитан, Поленов, Серов — об этом свидетельствовал Ю. А. Бахрушин. Малоизвестный этюд Левитана «Дорога к церкви» был написан в окрестностях усадьбы в середине 1890-х годов; на картине изображена церковь Покрова Пресвятой Богородицы.
После смерти мужа З. Г. Морозова оставила Покровское-Рубцово старшему сыну Тимофею, а себе купила новую усадьбу — Горки.

## Новейшее время
Во время Великой Отечественной войны усадьба сильно пострадала. В 1950-е годы после восстановления по проекту И. В. Жолтовского главного господского дома и флигеля, здесь расположился Дом отдыха имени Чехова; были восстановлены конюшни и служебные постройки усадьбы. Рядом возник Посёлок дома отдыха им. А. П. Чехова.
В конце XX века дом отдыха закрылся, постройки — ветшали, а пожар 1999 года серьёзно повредил здания. Территория полуразрушенной усадьбы была выкуплена для строительства элитного котеджного поселка. Главный дом был отреставрирован в конце 2000-х гг.

## Список объектов культурного наследия народов России, расположенных в бывших границах имения
| Наименование объекта                 | Категория историко-культурного значения                                                                                           | Примечания                                           |
| ------------------------------------ | --- | ---------------------------------------------------- |
| Усадьба Голохвастовых                | Объект культурного наследия народов РФ федерального значения. Рег. № 501420335680006 (ЕГРОКН). Объект № 5010140000 (БД Викигида)  | памятник градостроительства и архитектуры XVIII века |
| Парк с прудом                        | Объект культурного наследия народов РФ федерального значения. Рег. № 501520335680056 (ЕГРОКН). Объект № 5010140000 (БД Викигида)  | памятник истории и инженерного искусства             |
| Главный дом                          | Объект культурного наследия народов РФ федерального значения. Рег. № 501410335680036 (ЕГРОКН). Объект № 5010140000 (БД Викигида)  | памятник архитектуры XVIII века                      |
| Флигель жилой с каретным сараем      | Объект культурного наследия народов РФ федерального значения. Рег. № 501410335680046 (ЕГРОКН). Объект № 5010140000 (БД Викигида)  | памятник градостроительства и архитектуры            |
| Конюшня с манежем                    | Объект культурного наследия народов РФ федерального значения. Рег. № 501410335680026 (ЕГРОКН). Объект № 5010140000 (БД Викигида)  | первая половина XIX века                             |
| Церковь Покрова Пресвятой Богородицы | Объект культурного наследия народов РФ федерального значения. Рег. № 501410335680016 (ЕГРОКН). Объект № 5010140000 (БД Викигида)  | памятник истории и архитектуры                       |
| Санаторий Г. А. Каратаевой           | Объект культурного наследия народов РФ регионального значения. Рег. № 501420360160005 (ЕГРОКН). Объект № 5010140000 (БД Викигида) | архитектурный ансамбль, 1910-е годы                  |